# Wołfinskij
Wołfinskij (ros. Волфинский) – osiedle typu wiejskiego w zachodniej Rosji, w sielsowiecie wiesiełowskim rejonu głuszkowskiego w obwodzie kurskim.

## Geografia
Miejscowość położona jest nad rzeką Wołfa, 9,5 km od centrum administracyjnego sielsowietu wiesiełowskiego (Wiesiełoje), 16,5 km od centrum administracyjnego rejonu (Głuszkowo), 133 km od Kurska.

## Demografia
W 2010 r. miejscowość zamieszkiwało 61 osób.